# Droga wojewódzka nr 260
Droga wojewódzka nr 260 (DW260) – droga wojewódzka o długości ok. 30 km leżąca na obszarze województwa wielkopolskiego. Trasa ta łączy Gniezno z wsią Wólka koło Słupcy.

## Obiekty
Na odcinku Gniezno – Witkowo równolegle do drogi biegnie linia kolejowa z Gniezna do Anastazewa, będąca częścią Gnieźnieńskiej Kolei Wąskotorowej. W ciągu drogi znajduje się ważący 180 ton zabytkowy wiadukt na torowiskami kolejowymi linii nr 353, który w 2021, na czas remontu, został przesunięty o kilkadziesiąt metrów.

## Dopuszczalny nacisk na oś
Na całej długości drogi wojewódzkiej nr 260 dopuszczalny jest ruch pojazdów o nacisku osi pojedynczej do 10 ton.

## Miejscowości leżące przy trasie DW260
- Gniezno
- Niechanowo
- Witkowo
- Mielżyn
- Wólka